# سوزان اسلون (شناگر)
سوزان اسلون (انگلیسی: Susan Sloan؛ زادهٔ ۵ آوریل ۱۹۵۸) شناگر اهل کانادا بود.
وی در مسابقات کشوری و بین‌المللی در مجموع برندهٔ ۲ مدال برنز شده‌است.